# بونتسهو مولوي
بونتسهو مولوي (بالإنجليزية: Pontsho Moloi)‏ (28 نوفمبر 1981 غابورون بوتسوانا - ) هو لاعب كرة قدم بوتسواني، يلعب كمهاجم، شارك في كأس الأمم الأفريقية 2012.

## روابط خارجية
- بونتسهو مولوي على موقع الاتحاد الدولي (مؤرشف)  (الإنجليزية)
- بونتسهو مولوي على موقع قاعدة بيانات كرة القدم.إي يو (الإنجليزية)
- بونتسهو مولوي على موقع ناشيونال فوتبول تيمز (الإنجليزية)
- بونتسهو مولوي على موقع Soccerway.com (الإنجليزية)